# Noizz.ro
Noizz.ro este o platformă online din Romania adresată unui segment de public cu vârste cuprinse între 25 și 35 de ani.
Pe plan internațional conceptul Noizz a fost lansat în 2016 în Polonia, in timp ce platforma Noizz.ro este un proiect Ringier Romania, lansat pe 1 martie 2017, editorul șef din momentul înființării fiind Hara Ilie, iar editorul șef de acum Ana Tepșanu.
Conform SATI (Studiul de Audienta si Trafic Internet) in luna iunie 2018 site-ul noizz.ro a depasit un milion de afisari.